# Concorde (stacja metra)
Concorde – stacja 1., 8. i 12. linii metra w Paryżu. Stacja znajduje się na granicy  1. i 8. dzielnicy Paryża.  Na linii 1 została otwarta 13 sierpnia 1900 r, na linii 8 - 12 marca 1914, a na linii 12 - 5 listopada 1910.